# 早晨的你 在哪裡？
〈早晨的你 在哪裡？〉是加拿大創作歌手尚恩·曼德斯的一首歌曲。歌曲由傑夫·華伯頓、史考特·哈里斯及其製作人泰迪·傑格和尚恩·曼德斯共同創作，並於2018年5月18日由小島唱片，作為同名專輯的第四首單曲發行。

## 歌曲發行
曼德斯率先於2018年5月16日在其社交平台宣佈歌曲發行日期及公開單曲封面。5月17日，曼德斯在Apple Music的One Night Only活動中首次與John Mayer共同首演此歌曲。同年12月21日，曼德斯發行由Kaytranada混音版本的歌曲。

## 歌曲創作
歌曲結合了流行音樂與節奏藍調元素，並伴隨「藍調般、深情的吉他」和拍手聲。歌曲風格和曼德斯的偶像約翰·梅爾的作品相近。根據《告示牌》的拉斯·布蘭德形容，歌曲是一個憂鬱的故事，講述一夜情過後，對方在翌日清晨便悄悄離開，甚至連一聲再見也沒有。

## 製作名單
取自 Tidal 
- 尚恩·曼德斯 – 製作、人聲、和音、結他
- 泰迪·傑格（英语：Teddy Geiger） – 製作、keyboard、和音、結他、音樂編程
- 哈里·伯爾 – 混音助理
- 內特·默塞羅 – 低音結他
- 史考特·哈里斯 – 結他
- 安德魯·莫里 – 混音

## 榜單表現
| 榜單 (2018)                          | 最高排名 |
| ------------------------------------ | -------- |
| 澳大利亚（澳大利亚唱片业协会單曲榜） | 67       |
| 奥地利（Ö3四十强单曲榜）             | 54       |
| 加拿大（Canadian Hot 100）           | 81       |
| 捷克（百強數位單曲榜）               | 54       |
| 法国（法國唱片出版業公會單曲榜）     | 153      |
| 匈牙利（四十強單曲榜）               | 9        |
| 愛爾蘭（愛爾蘭唱片音樂協會单曲榜）   | 79       |
| 荷兰（百强单曲榜）                   | 44       |
| 紐西蘭熱門發現 (RMNZ)                | 6        |
| 葡萄牙（葡萄牙唱片業協會单曲榜）     | 50       |
| 蘇格蘭（官方榜单公司單曲榜）         | 57       |
| 斯洛伐克（百強數位單曲榜）           | 47       |
| 瑞典（瑞典最熱榜）                   | 93       |
| 瑞士（瑞士热门音乐榜）               | 71       |
| 英國（官方榜单公司單曲榜）           | 91       |